# 류첸원
류첸원(중국어 정체자: 劉倩妏, 병음: Líu Qiànwén, 한자음: 류천문, Daphne Low, 1994년 4월 28일 ~ )은 대만의 배우이다.

## 방송
- 생사접선원
- 오음천적호일자
- 아원의

## 영화
- 머니보이스